# 西村晋弥
西村 晋弥（にしむら しんや、1982年1月21日 - ）は、日本のシンガーソングライター、俳優。スリーピースロックバンド、シュノーケルのボーカリスト兼ギタリスト。宮崎県児湯郡出身。身長180cm。

## 来歴
1982年1月21日、宮崎県児湯郡で生まれる。
2001年に福岡県にて路上ライブと宅録音源制作を開始し、2002年に福岡にあるライブ喫茶照和に週に1回の頻度で出演するようになった。なお、2003年5月18日より現在のバンド名である「シュノーケル」と名乗るようになった。
2004年1月、10代の頃に知り合った香葉村多望（現・KABA_3）や山田雅人とスリーピースロックバンド「シュノーケル」を結成。2005年11月2日にシングル『大きな水たまり』でデビュー。「波風サテライト」（テレビ東京系アニメ『NARUTO -ナルト-』オープニングテーマ）、「100,000hp」（本田技研工業「翼ある人。自由へ篇」CMソング）、「天気予報」（映画『あしたの私のつくり方』主題歌）など、多数のタイアップソングを担当。
2010年3月14日、シュノーケルが活動休止。5月2日から4日に紀伊国屋ホールで開催されたうわの空・藤志郎一座の舞台『ルナ・レインボー』に出演。以降2014年頃までうわの空・藤志郎一座の一員として役者活動を行っていた。6月8日、ソロ1stアルバム『Be quiet!』をリリースし、ソロ活動を開始。同作収録の「ParallelとParadox」に西村と同じくシュノーケルのメンバーである山田雅人がタンバリンとコーラスで参加している。9月1日、いろハモニカ（ボーカル）、戸枝“こぢか”航平（ベース）との3人でバンド「The Triangles」を結成し、10月27日に高円寺クラブライナーで開催された西村の自主企画ライブ『Change the word vol.1』のオープニングアクトを務めた。
2011年1月21日、 薮内寛和（ギター・コーラス）、戸枝“こぢか”航平（ベース）との3人でバンド「西村晋弥GPP」を結成。5月3日 - 5日、紀伊國屋ホールで開催されたうわの空・藤志郎一座の舞台『fine 〜フィーネ〜』で初主演。10月1日に開催されたライブを最後に戸枝“こぢか”航平が西村晋弥GPPを脱退。以後、新しいベーシストを迎えて活動を行っていたが後に自然消滅。
2014年1月31日から2月2日にかけて新宿タイニイアリスにて初の作/演出舞台「まことの座り方」を公演。初日に同舞台への書き下ろし曲を収録したソロ2ndシングル『嘘/スベテガオワルトキ』をリリース。7月5日、Chakiらと7人組バンド、B&FonTを結成。12月18日、シュノーケルが活動再開。
2015年6月2日、B&FonT初のフルアルバム『Y』リリース。同日から7月1日にかけて『YY TOUR』を敢行。
2016年9月3日、この日開催されたワンマンライブでB&FonTの7人での活動を終了。10月28日、同じくB&FonTのメンバーだったChaki、いろハモニカらと、舞草香澄とMo2を迎えて「ウーパー」としての活動を開始。同バンドは、翌年にメンバーの脱退や妊娠・育児による活動休止により自然消滅となった。
2018年3月14日、月見ル君想フで開催された橋口靖正のトリビュートイベント『HGYM大感謝祭 2018』に出演。
2019年4月2日、映画『E干サークル』の監督・脚本を務めることが発表された。
2021年8月2日に配信されたYouTube番組“エガちゃんねる”江頭2:50の登場曲選考会〜有名ミュージシャン部門〜にて提供曲が採用される。

## 人物
学生時代はJUDY AND MARYのコピーバンドでギターを担当しており、16歳の時より作詞・作曲を行っていた。
使用ギターは基本的にギブソン・レスポールで、場合によりフェンダー・テレキャスターを使うことがある。
漫画家のみずしな孝之と交流があり、シュノーケルの「Please!」の歌詞を共に書いた
カレー好きでも知られており、かねてよりカレー親善大使を名乗っていたが、2017年11月29日より東京都台東区浅草橋に所在するカレー大使館の館長を2018年9月の閉館まで務めていた。

## ディスコグラフィ
※シュノーケルの作品についてはシュノーケル (バンド)#ディスコグラフィを参照。

### シングル
| 全作詞・作曲: 西村晋弥。 |                                    |          |            |      |
| #                        | タイトル                           | 作詞     | 作曲・編曲 | 時間 |
| 1.                       | 「空を見ろ」                       | 西村晋弥 | 西村晋弥   | 4:13 |
| 2.                       | 「最初の晩餐」                     | 西村晋弥 | 西村晋弥   | 5:05 |
| 3.                       | 「ボーナストラック」(隠しトラック) | 西村晋弥 | 西村晋弥   | 2:20 |
| 合計時間:                | 合計時間:                          | 11:38    |            |      |

| 全作詞・作曲: 西村晋弥。 |                        |          |            |      |
| #                        | タイトル               | 作詞     | 作曲・編曲 | 時間 |
| 1.                       | 「嘘」                 | 西村晋弥 | 西村晋弥   | 4:48 |
| 2.                       | 「スベテガオワルトキ」 | 西村晋弥 | 西村晋弥   | 4:34 |
| 合計時間:                | 合計時間:              | 9:22     |            |      |

### アルバム
| 全作詞・作曲: 西村晋弥。 |                                                           |          |            |       |
| #                        | タイトル                                                  | 作詞     | 作曲・編曲 | 時間  |
| 1.                       | 「頭の中は宇宙 心はブラックホール されど体はクタクタで…」 | 西村晋弥 | 西村晋弥   | 3:57  |
| 2.                       | 「ParallelとParadox」                                     | 西村晋弥 | 西村晋弥   | 4:40  |
| 3.                       | 「虹を探して」                                            | 西村晋弥 | 西村晋弥   | 4:27  |
| 4.                       | 「ランナー」                                              | 西村晋弥 | 西村晋弥   | 3:40  |
| 5.                       | 「つぼみ」                                                | 西村晋弥 | 西村晋弥   | 3:41  |
| 6.                       | 「一方その頃」                                            | 西村晋弥 | 西村晋弥   | 4:36  |
| 7.                       | 「祈り」                                                  | 西村晋弥 | 西村晋弥   | 4:37  |
| 8.                       | 「15分間」                                                | 西村晋弥 | 西村晋弥   | 15:02 |
| 9.                       | 「スカイフィッシュ」(Bonus Track)                         | 西村晋弥 | 西村晋弥   | 4:05  |
| 合計時間:                | 合計時間:                                                 | 48:45    |            |       |

| #         | タイトル                           | 作詞・作曲           | 時間  |
| --------- | ---------------------------------- | -------------------- | ----- |
| 1.        | 「誓い」                           | 西村晋弥             | 3:33  |
| 2.        | 「13月の満月の夜」                 | 西村晋弥             | 4:20  |
| 3.        | 「君は写真のように」               | 西村晋弥             | 3:17  |
| 4.        | 「The smell of the moon」          | 西村晋弥             | 4:33  |
| 5.        | 「月と花火」                       | 西村晋弥             | 5:11  |
| 6.        | 「無題」                           | 西村晋弥             | 4:24  |
| 7.        | 「fine 〜フィーネ〜」(Bonus Track) | - 土田真巳（作詞） - | 6:25  |
| 合計時間: | 合計時間:                          | 合計時間:            | 31:43 |

### その他の楽曲
- 「How to make your smile」
徳島県徳島市の不動産「ハウスマイル」のテーマソングとして制作された楽曲[23]。
CMで使用された弾き語り音源は未発表となっているが、バンド・バージョンがシュノーケルの11thシングル『君に響け』に収録された[24]。

### 参加作品
| アーティスト   | 楽曲     | 初出     | 備考             |
| -------------- | -------- | -------- | ---------------- |
| ジャニーズWEST | 「証拠」 | 『証拠』 | コーラスで参加。 |

### 楽曲提供
| アーティスト | 楽曲                                | 初出        | 担当 | 備考                                                                                             |
| ------------ | ----------------------------------- | ----------- | ---- | ------------------------------------------------------------------------------------------------ |
| Hit&Run軍団  | 「ハラダ記念樹」                    | 未発表      | 作曲 | 志村正彦、永友聖也、カルテットとの共作。 作詞は奥田民生、八熊慎一、PUFFY、カルテットが手がけた。 |
| 河合杏林     | 「オレンジ -アイリとシュノーケル-」 | 『MONSTaR』 | 作曲 | 演奏・編曲でシュノーケルとして参加                                                               |

### 映画作品
- E干サークル（2019年公開予定、weekly everyday）※監督・脚本[17]

## ライブ

### ワンマンライブ・自主企画ライブ
- Change the word vol.1（2010年10月27日・高円寺クラブライナー）
- Change the word vol.2（2011年05月21日・高円寺クラブライナー）
- Change the word vol.3（2011年12月11日・高円寺クラブライナー）
- Change the word vol.4（2012年07月15日・高円寺クラブライナー）
- なるほど ザ ワード 2014 in 大阪（2014年07月21日・酔夏男）
- ピンシュノ2014（2014年06月13日・五反田文化センター）
- Change the word vol.5（2014年10月20日・高円寺クラブライナー）
- ピンシュノ in 福岡（2015年05月23日・照和）
- Change the word vol.6（2015年08月15日・高円寺クラブライナー）

## 出演

### テレビドラマ
- 捨ててよ、安達さん。（テレビ東京、2020年4月18日 - 7月4日）[27][28] - 西村マネージャー 役

### 映画
- 放課後ロスト（2014年8月2日、プロジェクトドーン）オムニバス・エピソード2 - 先生 役[29]

### 舞台
2010年
- 05/02～04  『ルナ・レインボー』新宿紀伊国屋ホール
- 10/02～11  『ダブル・ファンタジー』アイピット目白

2011年
- 01/8〜10   『ダブル・ファンタジー』アイピット目白
- 05/03〜05  『fine〜フィーネ〜』新宿紀伊国屋ホール＊初主演
- 08/12〜14  『夢の中のキミの街』　アイピット目白
- 10/04〜10  『面白半分』　東京公演「アドリブ小劇場」
- 10/15      『面白半分』　札幌公演「劇場専用小劇場BLOCH」

2012年
- 02/11      『面白半分』　大阪公演「心斎橋ウイングフィールド 」
- 03/02〜04  『面白半分』　東京公演「浅草橋アドリブ小劇場 」
- 05/04〜06  『ボクがひとりで唄う歌』　新宿紀伊国屋ホール＊主演[30]
- 09/17      『ONE DAY』　名古屋公演「七ツ寺共同スタジオ 」
- 09/29      『ONE DAY』　大阪公演「心斎橋ウイングフィールド 」
- 10/6〜14   『ONE DAY』　東京公演「浅草橋アドリブ小劇場 」
- 10/27      『ONE DAY』　札幌公演「演劇専用小劇場BLOCH 」

2013年
- 03/02〜17　『TOKYOてやんでぃ』　新宿タイニイアリス＊主演
- 05/03〜05  『ただいま！』　新宿紀伊国屋ホール
- 06/15      『ただいま！』　札幌シアターZOO
- 08/09〜11  『TOKYOてやんでぃ』　新宿タイニイアリス＊主演
- 10/05　    『水の中のホームベース』名古屋七ツ寺共同スタジオ
- 10/12〜14  『水の中のホームベース』新宿タイニイアリス
- 10/09　    『水の中のホームベース』心斎橋ウィングフィールド
- 10/16      『水の中のホームベース』札幌シアターZOO

2014年
- 01/31〜02/02 『まことの座り方』新宿タイニイアリス＊初の作/演出
- 05/03〜05　『ルナ・レインボウ』紀伊國屋ホール

2019年
- 01/17〜20 『メモリークラウド・シンドローム』（劇団TypeII）[31]
- 05/02〜07 『夢の契』（HitoYasuMi）[32]

### ミュージック・ビデオ
- Nakanoまる「とっても明るい未来」（2019年）[33]

### MC
- NextYouTuberTV（2021年1月22日 - 、Cwave放送局）